# Distretto di Tenira
Il distretto di Tenira è un distretto della provincia di Sidi Bel Abbes, in Algeria.

## Comuni
Il distretto di Ténira comprende 4 comuni:
- Tenira
- Benachiba Chelia
- Hassi Dahou
- Oued Sefioun